# Arena Næstved
Arena Næstved er den samlede betegnelse for to indendørs sportshaller og en arena til sport-, kultur- og b2b events, der ligger i byen Næstved på Sydsjælland. Den nye arena er bygget i forlængelse af de gamle Næstved Haller og Næstved Stadion. Arenaen har plads til 2.576 siddende publikummer eller 4.500 stående publikummer, mens de to sportshaller kan rumme hver op til 1300 publikummer. Samlet set kan de godt 6000 m2 således rumme mere end 7000 gæster, hvilket gør Arena Næstved til den største multihal på Sjælland uden for København.
Arena Næstved åbnede d. 17. november 2015, hvor den blev indviet med en basketballkamp mellem Team FOG Næstved og de forsvarende mestre Horsens IC i Basketligaen. I 2015 blev blev VM i kvindehåndbold afholdt i Danmark fordelt mellem Frederikshavn, Kolding, Næstved og Herning. Kampene i gruppe C blev spillet i Arena Næstved.
Der blev bevilget 48 mio. i lån til opførslen fra Lokale- og Anlægsfonden, men undervejs skred budgettet med 20 mio. kr. som følge af, at man måtte have en ny entreprenør. Byggeriet kostede samlet 90 mio. kr.
I januar 2017 blev nedsat en ny bestyrelse for Arena Næstved, der iværksatte en kaskade hvor først direktion blev etableret samme år i august og der efterfølgende blev kompetenceløftet i organisationen mhp at skabe en bæredygtig forretning og udvikle sig fra udelukkende at være et facility house til også at være indholdsleverandør.
Arena Næstved huser både folkeoplysningsaktiviteter i sin daglige drift, hvor lokale idrætsforeninger træner og spiller kampe mv, og har samtidig en omfattende erhvervsmæssig drift med store sports- og koncertevents. Kvindelandsholdet i Håndbold og Nykøbing Falster Håndboldklubs kvindekampe er spillet i arenaen, blandt andet finalekampen i 2017 hvor Nykøbing F blev danske mestre, ligesom Arena Næstved er venue for store koncertnavne som The Minds of 99, Dizzy Mizz Lizzy, Nik & Jay, Rasmus Seebach, Nephew, Kesi og Gilli samt komikerne Mick Øgendahl, Frank Hvam, Anders Matthesen og Jonathan Spang. Egne opsætning af teaterkoncerten Evita og musicalen Bølle Bob & Smukke Sally har også spillet i 2017, mens bluesfestivalen Blues Paradise, med en lineup af de største amerikanske bluesartister, blev gennemført i 2018 og 2019. 
Fra 2022 har det danske herrelandshold i basketball hjemmebane i Arena Næstved.
Finalen i Dansk Melodi Grand Prix 2023 blev afholdt i Arena Næstved med Tina Müller og Heino Hansen som værter. Samme år blev MGP også afholdt her.